# Ministère des Travaux publics (Italie)
Pour les articles homonymes, voir ministère des Travaux publics.
Le ministère des Travaux publics était le département ministériel du gouvernement italien responsable des réseaux d'infrastructures, tels que les routes, les autoroutes, les chemins de fer, les ports et les aéroports, au service des moyens de transport.
Le ministère a été supprimé avec la réforme Bassanini du décret législatif n° 300/1999, mise en œuvre en 2001. Elle est actuellement unifiée avec le ministère des Infrastructures et de la Mobilité durable.